# دزیدریوس لنز
دزیدریوس لنز (انگلیسی: Desiderius Lenz; ۱۲ مارس ۱۸۳۲ – ۲۸ ژانویهٔ ۱۹۲۸) معمار، نقاش، و مجسمه‌ساز اهل آلمان بود.

## پیشینه
پیتر لنز در سال ۱۸۳۲ در هایگرلوخ، بادن-وورتمبرگ به دنیا آمد. از سال ۱۸۴۹ در آکادمی هنرهای زیبای مونیخ به عنوان شاگرد نقاش و مجسمه‌ساز ماکس فون ویدنمان و دیوارنگار ویلهلم فون کاولباخ تحصیل کرد و در آنجا با هنر یونان باستان، نقاشی آلمانی قرون وسطی و هنرمندان رنسانس ایتالیا آشنا شد. در سال ۱۸۵۱ او به اتحادیه هنرجویان آکادمی پیوست و با یاکوب ووگر آشنا شد. با وجود شخصیت‌های متفاوت، این دو با هم دوست شدند و با هم کار کردند.
پیتر فون کورنلیوس شخصیت مهمی در پیشرفت هنری لنز بود و حرفه او را ارتقا داد. کورنلیوس بین سال‌های ۱۸۱۱ و ۱۸۱۹ در لوکاس بوند در رم مشغول بود، جایی که با فردریش ویلهلم شادو، یک لوتری که به آیین کاتولیک رومی گروید و بنیان‌گذار مکتب نقاشی دوسلدورف بود، کار کرد. شادو تعلیم داد که زندگی معنوی هنرمند باید بر روی حقایق هنر مسیحی سرمایه‌گذاری شود. کورنلیوس در حدود ۴۰–۱۸۲۵ مدیر آکادمی مونیخ بود و تأثیر قدرتمندی در آنجا اعمال کرد که لنز و ووگر از آن بهره بردند.
لنز پس از کار در ماینینگن در سال‌های ۱۸۵۵ تا ۱۸۵۶ و سپس به مونیخ به عنوان مجسمه‌ساز مستقل، در سال ۱۸۵۹ استاد مجسمه‌سازی در دانشکده هنرهای کاربردی نورنبرگ شد. اندکی بعد، به توصیه کورنلیوس، او کمک هزینه ای برای کار در ایتالیا دریافت کرد. در سال ۱۸۶۳ به همراه یاکوب ووگر و شاگردش فریدولین اشتاینر به رم رفت تا با هنرمندان جنبش ناصری کار کند.

## جستجوی اصول دینی
لنز از این واقعیت ابراز تأسف کرد که هنر مدرن جهت خود را از دست داده‌است، دیگر برای بازنمایی طبیعت گرایانه ارزش قائل نبوده و طعمه ترجیحات فردی تصادفی هنرمندان به نظر می‌رسد. مطالعه آثار هنرمندان اولیه مسیحی و بیزانسی و جوتو به او آموخت که هندسه و چیدمان قطعات از عوامل اساسی برای برنامه‌های او هستند. او به کشف اصول و قواعد تناسب پرداخت.
بررسی نقاشی گلدان یونانی او را به کار باستان‌شناس لپسیوس در مورد ساخت و تزیین معابد مصری سوق داد. این اصول کار بعدی او را هدایت کرد.